# NGC 2218
NGC 2218 est un groupe de cinq étoiles disposées en ovale dans la constellation des Gémeaux. 
L'astronome irlandais Edward Joshua Cooper  a enregistré la position de ce groupe d'étoiles en 1886.